# هنجاری‌سازی (جامعه‌شناسی)
هنجاری‌سازی (جامعه‌شناسی) (به انگلیسی: (Normalization (sociology) به فرآیندهای اجتماعی اشاره دارد از طریق آن ایده‌ها و کنش‌ها به عنوان قواعد هنجاری‌شده در نظر گرفته شده و در زندگی روزمره امری بدیهی یا «طبیعی» تلقی می‌شوند. نگرش‌های رفتاری متفاوتی وجود دارد که انسان‌ها آن را به صورت هنجاری‌شده می‌پذیرند مانند غم برای عزیزان، اجتناب از خطر یا عدم شرکت در آدمخواری.

## فوکو
مفهوم هنجاری‌سازی را می‌توان در آثار میشل فوکو، به‌ویژه «مراقبت و تنبیه» در چارچوب گزارش او از قدرت انضباطی یافت. همان‌طور که فوکو از این اصطلاح استفاده کرد، هنجاری‌سازی مستلزم ساخت یک هنجار ایده‌آل رفتار است. به عنوان مثال، نحوه ایستادن، رژه، ارائه اسلحه، و غیره یک سرباز مناسب (آرمانی)، همان‌طور که با جزئیات دقیق تعریف شده‌است، در حالت ایده‌آل و سپس پاداش یا تنبیه افراد برای انطباق با این آرمان یا انحراف از آن.
در روایت فوکو، هنجاری‌سازی مجموعه‌ای از تاکتیک‌ها برای اعمال حداکثر کنترل اجتماعی با حداقل هزینه نیرو بود که فوکو آن را «قدرت انضباطی» می‌نامد.
قدرت انضباطی در طول سده نوزدهم پدیدار و به‌طور گسترده در پادگان‌های نظامی، بیمارستان‌ها، آسایشگاه‌ها، مدارس، کارخانه‌ها، ادارات و غیره استفاده شد و از این رو به جنبه‌ای حیاتی از ساختار اجتماعی در جوامع مدرن تبدیل گردید.
فوکو در سال ۱۹۷۸ در کالج دو فرانس در سخنرانی با عنوان «امنیت، قلمرو، جمعیت»، هنجاری‌سازی را چنین تعریف کرد:
هنجاری‌سازی اول از همه شامل ارائه یک مدل است، یک مدل بهینه که بر حسب یک نتیجه معین ساخته می‌شود. عملیات هنجاری‌سازی انضباطی شامل تلاش برای واداشتن افراد در حرکات و کنش‌ها برای انطباق با آن مدل است. بهنجار دقیقاً چیزی است که می‌تواند با این هنجار مطابقت داشته باشد و نابهنجار چیزی است که قادر به انطباق با هنجار نیست. به عبارت دیگر، امر بهنجار و نابهنجار نقش اولیه و اساسی در هنجاری‌سازی ندارد بلکه اصل، خود هنجار است یعنی اصالتاً خصلت تجویزی هنجار وجود دارد و تعیین و شناسایی بهنجار و نابهنجار در رابطه با این هنجار مفروض ممکن می‌شود.

## نظریه فرایند هنجاری‌سازی
نظریه فرایند هنجاری‌سازی یک نظریهٔ برد متوسط است. عمدتاً در جامعه‌شناسی پزشکی و مطالعات علم و فناوری برای ارائه چارچوبی برای درک فرآیندهای اجتماعی استفاده می‌شود که از طریق آن روش‌های جدید تفکر، کار و سازمان‌دهی به‌طور معمول در کار روزمره گنجانده می‌شوند. نظریه فرایند هنجاری‌سازی در مطالعات تجربی نوآوری فناوری در مراقبت‌های بهداشتی و به ویژه در ارزیابی پیچیده مداخله سلامت ریشه دارد.

## نفوذ رفتار
دنیا دائماً در حال تغییر است و چیزهای بسیاری می‌توانند موقعیتی را تغییر دهند که یک فرد در آن قرار دارد. بسیاری از عوامل نفوذ مانند تجربیات گذشته، محیط، قدرت ذهنی، قدرت بدنی، مردم و رسانه‌ها می‌توانند بر رفتار فرد تأثیر بگذارند. یک فرد می‌تواند تصمیم بگیرد اجازه دهد چیزهای خاصی روی او تأثیر بگذارد. این مشخص می‌کند آیا فرد قادر به تصمیم‌گیری منطقی است یا خیر. برخی از افراد پس از اینکه اجازه می‌دهند عوامل بر کنش‌های آنها تأثیر بگذارند، نمی‌توانند نفوذ کنش‌های خود را ببینند.

### خلق‌وخوی و عاطفه
مردم می‌توانند به شدت تحت تأثیر خلق‌وخوی قرار بگیرند. قضاوت و بهزیستی عاطفی تحت تأثیر خلق‌وخوی فرد است. خلق منفی می‌تواند باعث بی‌ثمری فرد شده و در کارکرد فرد نمایان شود. خلق مثبت می‌تواند فرد را فعال‌تر و سازنده‌تر سازد. اگر فرد از نظر عاطفی خوب باشد، سرشار از انرژی شده و می‌تواند مثبت بماند.

### رشد کودک
کودکان به تاثیرپذیری از رفتارهای اعضا خانواده، دوستان و تأثیرات رسانه‌ای شناخته می‌شوند. شاید کودک نداند کاری که انجام می‌دهد مناسب یا نامناسب است. اگر اعمالشان درست یا نادرست باشد، آنها باید بتوانند از این تجربیات، درس بگیرند. وظیفه والدین آنست که به کودک بیاموزند آیا از نظر اجتماعی پذیرفته شده‌است یا خیر؟ وقتی کودک از کودکی به جوانی و بزرگسالی می‌رسد، بیشتر تحت نفوذ دوستان است. با بزرگتر شدن کودک، گفتن اینکه کودک چگونه رفتار کند، برای والدین دشوارتر می‌شود.

### نقش مدل‌ها
نوجوانان و جوانان به شدت تحت تأثیر الگوبرداری از الگوی نقش قرار می‌گیرند. جوانان تحت تأثیر اعمال، صحبت کردن، لباس پوشیدن و رفتار مشابه الگوهای خود قرار می‌گیرند. این می‌تواند برای فرد همراه با پیامدهای مثبت یا منفی باشد. مدل‌برداری از الگو می‌تواند تأثیرات مثبتی داشته باشد زیرا ممکن است بر جوانان تأثیر بگذارد تا برای موفقیت تلاش کنند و بهترین کارکرد را از فرد به ارمغان می‌آورد. الگوهای مثبت افرادی هستند که قادر به غلبه بر موانع، الهام بخشیدن به دیگران و دستاوردهای موفقیت‌آمیز هستند. با این حال، الگوهای نقش منفی ممکن است رفتارهای بدی مانند قلدری، مصرف مواد مخدر و تقلب را مدل کنند که شاید به جای موفقیت منجر به شکست شود. جوانان ممکن است یاد بگیرند به جای حل مسایل از آنها اجتناب کنند. مسئله کپی‌برداری کورکورانه از یک الگو آنست که افراد احساس کنند هویت خود را از دست می‌دهند.

## نمونه‌هایی از رفتار هنجاری‌شده

### غم
غم، اندوه عمیقی است که معمولاً در اثر مرگ کسی ایجاد می‌شود و اکنون به یک واکنش هنجاری‌شده انسان در قبال از دست دادن یک عزیز تبدیل شده‌است. غیرهنجاری نیست که کسی در غم و اندوه داشته باشد. بسیاری باید در فرایند مقابله با اندوه دست و پنجه نرم کنند.

### همجنس‌گرایی
در طول دهه ۱۹۰۰ همجنس‌گرایی به عنوان یک رفتار هنجاری‌شده پذیرفته نمی‌شد و افرادی که جذب همجنس می‌شدند، متفاوت تلقی می‌گشتند و به شدت مورد تبعیض قرار می‌گرفتند. با گذشت سال‌ها، اکنون در جاهایی مانند ایالات متحده آمریکا، کانادا و برخی دیگر از نقاط جهان پذیرفته شده‌است.

### خنده
خنده نشانه پذیرش و اعتماد در یک گروه است. اغلب به همین دلیل است که خنده مسری است و توضیح می‌دهد که چرا افراد بعید است به تنهایی بخندند یا زیاد بخندند.

## انواع رفتار نابهنجار
رفتار نابهنجار به دو نوع تقسیم می‌شود:
- رفتار غیرمعمول که لزوماً مضر نیست ولی
- رفتار ناسازگار به‌طور بالقوه می‌تواند مضر باشد.[۱۴]